# Рецепт Кока-коли

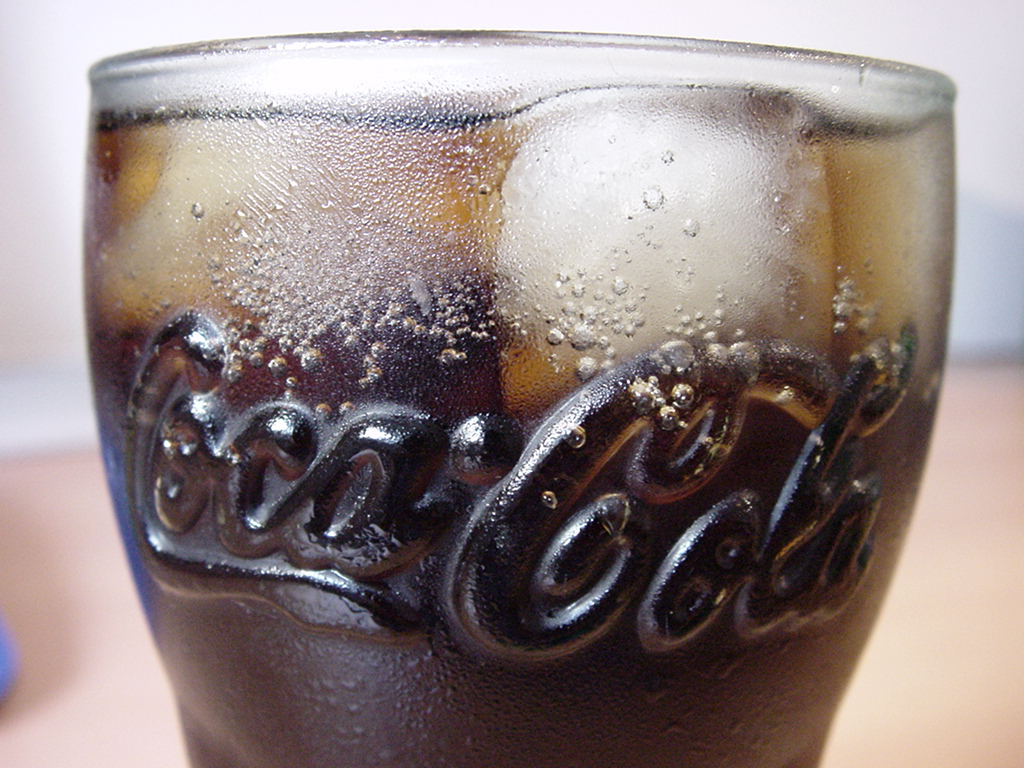
Рецепт Coca-Cola залишається суворо охоронюваною комерційною таємницею.

Рецепт Кока-коли або формула Кока-коли — є суворо охоронюваною комерційною таємницею компанії Coca-Cola Company для свого сиропу «Кока-кола», який використовується для виготовлення безалкогольного газованого кола напою.
У 1891 році засновник компанії Аса Кендлер зробив формулу таємною, користуючись цим як стратегією реклами, маркетингу та захисту інтелектуальної власності. Хоча кілька рецептів, кожен з яких нібито є автентичною формулою, були опубліковані, компанія стверджує, що фактична формула залишається таємницею, відомою лише кільком обраним (і анонімним) співробітникам.

## Історія

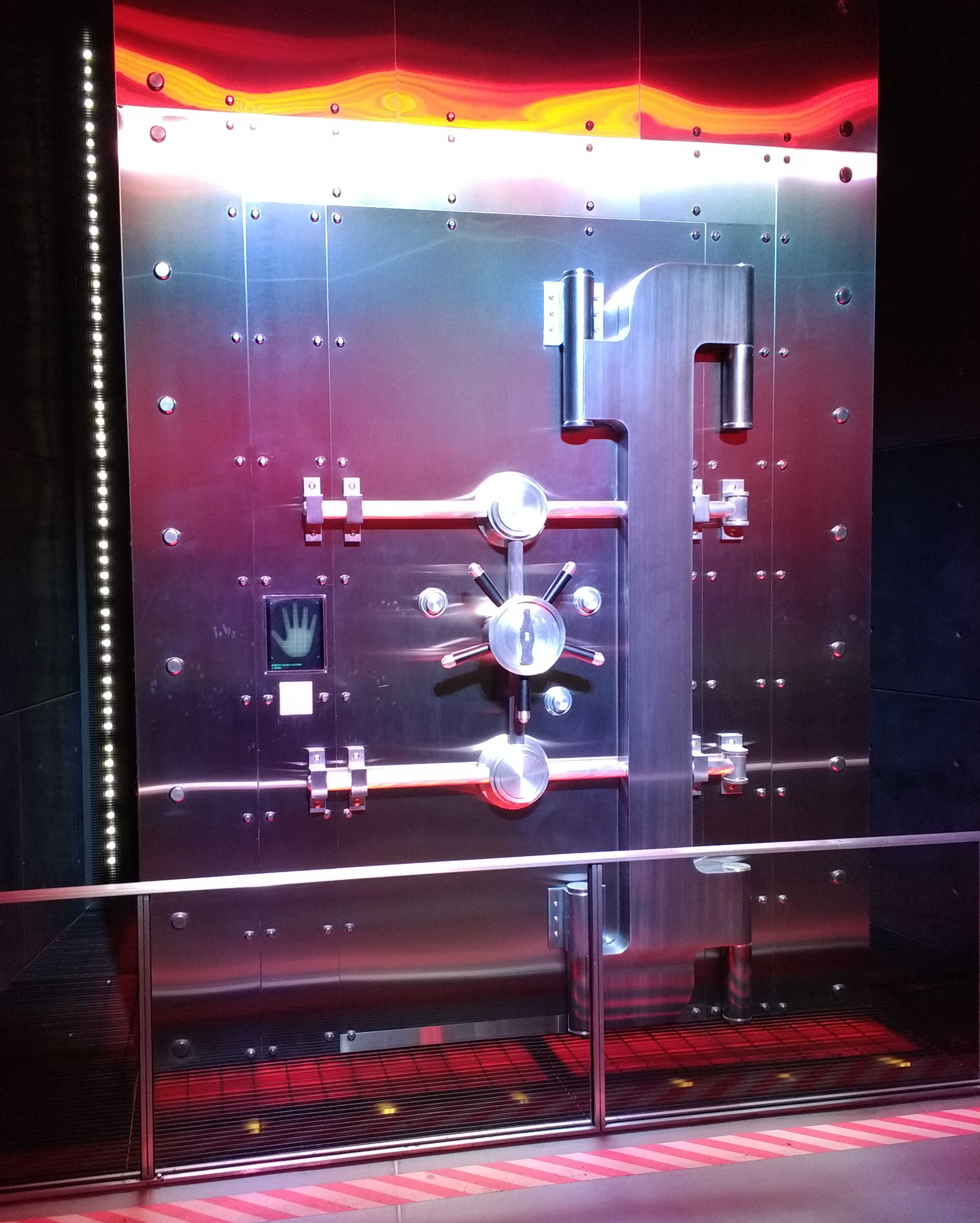
Сховище з секретною формулою у «World of Coca-Cola» в Атланті

Відомо, що Джон Пембертон, винахідник напою Кока-кола, поділився своєю оригінальною формулою щонайменше з чотирма людьми до своєї смерті у 1888 році. У 1891 році Аса Кендлер придбав права на формулу у спадкоємців Пембертона, заснував Coca-Cola Company і запровадив завісу таємниці, яка з тих пір огортала формулу. Він також вніс зміни до списку інгредієнтів, які, на думку більшості, покращили смак і дали йому можливість стверджувати, що будь-хто, хто володіє оригінальною формулою Пембертона, більше не знає «справжньої» формули.
У 1919 році Ернест Вудрафф з групою інвесторів купив компанію у Кендлера та його родини. Як заставу за кредит на придбання, Вудрафф помістив єдину письмову копію формули в сховищі Guaranty Trust Company of New York. У 1925 році, коли кредит було погашено, Вудрафф переніс письмову формулу до Trust Company Bank (Truist Financial) в Атланті. 8 грудня 2011 року компанія розмістила її в сховищі на території World of Coca-Cola в Атланті, де сховище було виставлено на загальний огляд.
Як офіційно каже компанія, тільки двоє її співробітників знають повний рецепт напою, і їм заборонено подорожувати разом. Коли один помирає, інший має обрати наступника в компанії та передати таємницю цій особі. Особи двох співробітників, які володіють формулою, є таємницею. Однак політика компанії щодо «секретної формули» — це більше маркетингова стратегія, ніж справжня комерційна таємниця: будь-який конкурент, який володіє справжнім рецептом Кока-коли, не зможе отримати ключові інгредієнти, такі як оброблений лист коки, але навіть якщо всі компоненти будуть доступні, він не зможе продати такий продукт як «Coca-Cola».

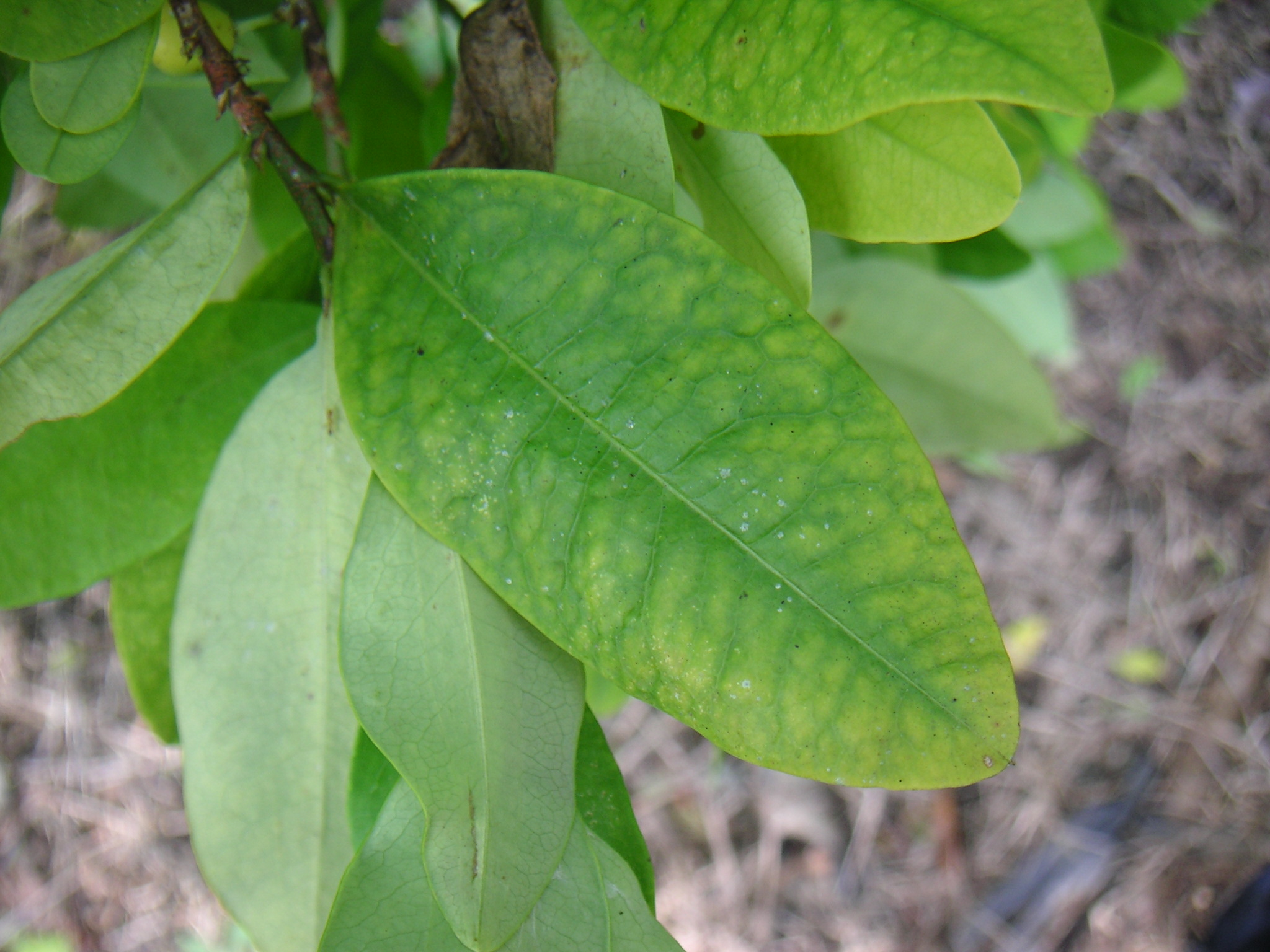
Листя коки

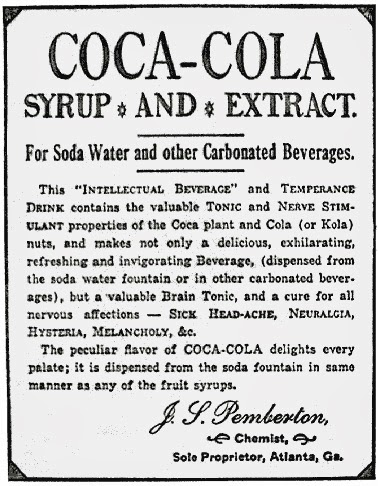
Реклама Кока-коли, 1886 рік

Наприкінці 19 століття Кока-кола була одним із багатьох популярних напоїв на основі коки, які мали лікувальні властивості та користь для здоров'я. Ранні маркетингові матеріали стверджували, що Кока-кола полегшувала головний біль і діяла як «тонік для мозку та нервів». Для приготування Кока-коли використовували листя коки, тому невелика кількість кокаїну, який вони містили, разом із кофеїном, який спочатку отримували з горіхів коли, забезпечували «тонізуючу» дію напою. У 1903 році кокаїн було вилучено, залишивши кофеїн єдиним стимулюючим інгредієнтом, і всі претензії від медиків були скасовані. За одним із звітів, станом на  1983 Управління з продовольства і медикаментів США продовжувало перевірку випадкових зразків сиропу Кока-коли на наявність кокаїну.
Деякі джерела стверджують, що лист коки, оброблений хімікатами для видалення кокаїну, залишається частиною формули як ароматизатор. Згідно з цими звітами, компанія отримує інгредієнт від Stepan Company з Мейвуда, штат Нью-Джерсі, яка легально дістає кокаїн із листя коки для використання у фармацевтиці, а потім продає оброблене листя для використання в Кока-колі. Станом на  2006 рік, компанія не підтвердила і не спростувала це, через секретність формули.
У 1911 році уряд Сполучених Штатів подав до суду на Coca-Cola Company через порушення «Закону про чисту їжу та ліки», стверджуючи, що висока концентрація кофеїну в сиропі є шкідливою для здоров'я. Справу було вирішено на користь Кока-коли, але частину рішення було скасовано у 1916 році Верховним судом. У рамках угоди компанія погодилася зменшити кількість кофеїну у своєму сиропі.

## Актуальні інгредієнти
Компанія захищає таємницю рецепту свого сиропу, доставляючи інгредієнти на свої сиропні заводи у формі анонімних товарів («merchandises»), пронумерованих від 1 до 9. Керівникам фабрик повідомляють відносні пропорції кожного пронумерованого товару та процедуру змішування, але не повідомляють інгредієнти в товарах, деякі з яких є сумішшю інгредієнтів. Номер 1, наскільки відомо, є цукром у формі кукурудзяного сиропу з високим вмістом фруктози або сахарози, номер 2 — карамельне фарбування, номер 3 — кофеїн, а номер 4 — фосфатна кислота. Ідентифікація товарів з 5 по 9 є предметом дисскусій, зокрема «Merchandise 7X» («X» ніколи не пояснювався), який, як вважають, містить суміш ефірних олій, таких як апельсин, лайм, лимон і лаванда.
Незважаючи на назву «Кока-кола», немає жодних доказів того, що поточна версія сиропу Кока-коли містить екстракт горіха коли, який спочатку був включений через вміст кофеїну. Сучасним джерелом цієї добавки, ймовірно, є цитрат кофеїну, побічний продукт вилучення кофеїну з кави.
Вважається, що основний смак Кока-коли походить від ванілі та кориці з невеликою кількістю ефірних олій і спецій, таких як мускатний горіх. Дослідження 2014 року виявило та виміряло 58 ароматичних сполук у трьох найпопулярніших марках кола-напоїв в США, підтверджуючи значні кількості сполук ефірних олій кориці, лимона, апельсина, неролі, коріандру, мускатного горіха та ванілі.

## Варіації рецепту в Сполучених Штатах
У 1980-х роках більшість розливників Кока-коли в США замінили основний підсолоджувальний інгредієнт з тростинного цукру (сахарози) на дешевший кукурудзяний сироп з високим вмістом фруктози. Станом на  2009, єдиним розливником у США, який все ще використовує сахарозу, була Coca-Cola Bottling Company з Клівленда, яка обслуговує північний Огайо та частину Пенсільванії. Багато розливників за межами США також продовжують використовувати сахарозу як основний підсолоджувач. 12-унційні (355 мл) скляні пляшки сахарозної Кока-коли, імпортованої з Мексики, доступні на багатьох ринках США для тих споживачів, які віддають перевагу сахарозній версії (див. нижче «Мексиканська кола»).

### Песах
Кола-кола була сертифікована як кошерна (тобто дозволена до вживання у юдаїзмі відповідно до Галаху) у 1935 році Раббі Тобіасом Геффеном після того як гліцерин, отриманий з яловичого жиру, був замінений рослинним гліцерином. Однак кукурудзяний сироп з високим вмістом фруктози, який використовують більшість розливників у США з 1980-х років, робить його кітнійотом за визначенням єврейського кошерного закону, а отже, згідно з певними традиціями, заборонений під час Песаха. Щороку, за кілька тижнів до Песаха, розливники на ринках зі значним єврейським населенням переходять на сахарозний підсолоджувач, щоб мати можливість продавати напій згідно з законом кошерності Песаха.

### Нова кола
У квітні 1985 року у відповідь на маркетингове дослідження, яке свідчило про те, що більшість північноамериканських споживачів віддають перевагу конкуренту Пепсі, ніж Кока-колі, компанія представила солодшу, менш шипучу версію Кока-коли в США та Канаді. Незважаючи на те, що в багатьох сліпих тестах на смак новий рецепт переміг як Пепсі, так і стару Кока-колу, реакція споживачів була переважно негативною. Компанія швидко відновила оригінальний напій, перейменувавши його в «Coca-Cola Classic», продовжуючи продавати нову версію просто як «Coke».
Нова версія залишалася на ринку протягом 17 років, і лише в Північній Америці, а останні 10 під назвою «Coke II» — до тих пір, поки її не було тихо скасовано у 2002 році. Позначення «Класичний» залишалося на оригінальній етикетці продукту, його помітність поступово зменшувалася з роками, поки він зовсім не зник у 2009 році.

### Мексиканська кола
На початку 2000-х років Кока-кола, підсолоджена тростинним цукром, вироблена в Мексиці, почала з'являтися в бодегах та іспаномовних супермаркетах на південному заході Сполучених Штатів. У 2005 році супермаркет Costco почав продавати її. Мексиканський продукт не був маркований відповідно до законів США про маркування харчових продуктів. У 2009 році Coca-Cola Company почала офіційний імпорт Кока-коли, виробленої в Мексиці, з належним маркуванням, для розповсюдження через офіційні канали.

## Можливі секретні рецепти

### Рецепт Пембертона
Є версія, що Джон Пембертон, винахідник Кока-коли, записав цей рецепт у своєму щоденнику незадовго до своєї смерті у 1888 році. Рецепт не вказує, коли та як інгредієнти змішуються, а також одиниці вимірювання кількості ароматичної олії (хоча вірогідно мається на увазі те, що «Merchandise 7X» змішується спочатку). Це було звичайним у рецептах того часу, оскільки вважалося, що виробники знають процедуру.
Інгредієнти:
- Цитрат кофеїну — 1 унція (28 г)
- Лимонна кислота — 3 унції (85 г)
- Екстракт ванілі — 1 амер. рідка унція (30 мл)
- Сік лайму — 1 амер. рідка кварта (946 мл)
- Таємний інгредієнт (Ароматизатор, Merchandise 7X) — 2,5 унції (71г)
- Цукор — 30 фунтів (14 кг)
- Рідкий екстракт листя коки — 4 амер. рідких унцій (118,3 мл)
- Вода — 2,5 амер. галона (9,5 л)
- Карамель для кольору
- Змішайте кофеїн, лимонну кислоту та сік лайма у 1 кварті кип'яченої води, після остигання додайте ваніль та ароматизатор

Ароматизатор (Merchandise 7X):
- Спирт — 1 кварта (236,6 мл)
- Апельсинова олія — 80 крапель
- Олія кориці — 40 крапель
- Лимонна олія — 120 крапель
- Олія коріандру — 20 крапель
- Олія мускатного горіху — 40 крапель
- Неролі — 40 крапель
- Дайте настоятися 24 години

### Рецепт Мерорі
Рецепт з «Харчові ароматизатори: склад, виготовлення та використання». Виготовлення 1 галону (3,8 л) сиропу. Кінцевий продукт (з використанням 1 амер. рідких унції (30 мл) на пляшку): 128 пляшок, 6,5 амер. рідких унцій (190 мл).
- Змішайте 5 фунтів (2,3 кг) цукру з такою мінімальною кількостю води, яка повністю розчинить цукор. (Кукурудзяний сироп з високим вмістом фруктози може бути замінено половиною цукру)
- Додайте 35 грамів карамелі, 3 грама кофеїну, і 11 грамів фосфатної кислоти.
- Зробіть екстракт кокаїну з 1,1 грама листя коки (бажано вирощений у Трухільйо) з використанням толуолу. Викиньте екстракт кокаїну.
- Подрібнені до порошку листя коки та горіхи коли замочити. 0,35 грамів у 21 грамі алкоголю з 20 % спирту.
  - Біле вино з Каліфорнії з 20 % спирту використовувалось у Кока-колі як розчин для замочування приблизно у 1909 році, але можливо вони перейшли на звичайну суміш спирту та води.
- Після замочування, дістаньте коку і колу, і додайте цю рідину до сиропу.
- Додайте 28 грамів соку лайму (колишній інгредієнт, який Кока-кола зараз заперечує) або ж замінювач, наприклад, водний розчин лимонної кислоти чи цитрат натрію з насиченістю як у сока лайму.
- Змішайте разом
  - 0,44 грамів апельсинової олії
  - 0,18 грамів коричнику китайського (китайська кориця)
  - 0,89 грамів лимонної олії
  - 0,71 грама олії мускатного горіха
  - Олію коріандру
  - Олію неролі
  - Олію лаванди
- Додайте 2,8 грамів води до олійної суміші і дайте настоятися 24 години за температури 16 °C. Мутний осад відділиться.
- Відділіть прозору частину рідини и додайте до сиропу.
- Додайте 20 грамів гліцерину (з рослинного джерела, а не з тваринного жиру, щоб напій можна було продавати мусульманам та юдеям, які дотримуються релігійних обмежень) і 0,53 грамів ванільного екстракту.
- Додайте воду (оброблену хлором) щоб зробити галон сиропу.

### Рецепт Біла
У 2011 році Айра Ґласс оголосив у своєму шоу This American Life, що співробітники шоу знайшли рецепт у «Книзі рецептів Еверетта Біла», відтвореній у номері The Atlanta Journal-Constitution 28 лютого 1979 року, і вони важжають, що це був або оригінальний рецепт Пембертона для Кока-коли, або версія, яку він зробив до або після того, як продукт був уперше проданий у 1886 році. Рецепт дуже схожий на той, що міститься в щоденнику Пембертона. Архівіст Кока-коли Філ Муні визнав, що рецепт «може бути попередником» формули, яка використовувалася в оригінальному продукті 1886 року, але підкреслив, що оригінальний рецепт не збігається з тим, який використовується в поточному продукті.
- Рідкий екстракт листя коки — 3 драми (5,3 г)
- Лимонна кислота — 3 унції (85 г)
- Кофеїн — 1 унція (28 г)
- Цукор — 30 фунтів (13,6 кг)
- Вода — 2,5 галонів (3,7 л)
- Сік лайма — 2 пінти (1 кварта) (940 мл)
- Ваніль — 1 унція (28 г)
- Карамель — 1,5 унції або більше для кольору

Секретний ароматизатор 7X (використовуйте 2 унції ароматизатора на 5 галонів сиропу):
- Спирт — 8 унцій
- Апельсинова олія — 20 крапель
- Олія кориці — 10 крапель
- Лимонна олія — 30 крапель
- Олія коріандру — 5 крапель
- Олія мускатного горіха — 10 крапель
- Олія неролі — 10 крапель